# 오사토군

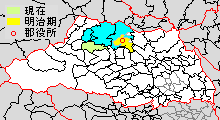
사이타마현 오사토군의 위치

오사토군(일본어: 大里郡)은 사이타마현의 북부에 있는 군이다.
인구 30,938명, 면적 64.25km², 인구밀도 482명/km².(2025년 3월 1일, 추계인구)
이하 1정으로 구성된다.
- 요리이정(寄居町)

## 군역
발족 당시 군역은 현재의 행정 구역으로 다음 구역에 해당한다.
- 구마가야시 일부를 제외한 전역
- 고노스시 일부

오부스마군, 하라군, 한자와군 통합 후의 군역은 위의 요리이정을 제외하고 현재의 행정 구역으로 다음 구역에 해당한다.
- 후카야시(전역)
- 구마가야시(구 기타사이타마군 소속 일부를 제외한 전역)
- 요리이정(지치부군에서 편입한 지역을 제외한 전역)
- 히키군 오가와정(일부)

## 역사

### 고대 ~ 중세
기륜고분군으로서 6세기의 전방후방분인 "도칸 산고분"(전체 길이 74m)이 있지만, 발굴 조사는 되어 있지 않다. 이 외에 연희식에 기록되어 있는 신사인 다카기 신사로부터 "무사시 국"이라고 기록된 청동 종이 출토되고 있다.
군아는 구마가야 시 부근으로 보이고 대안의 시모타 정 유적으로부터 고분~나라~헤이안 시대에 걸친 옛날 건축의 잔존물·유물이 발견되고 있다.
헤이안 시대에는 무사시 칠당의 기사이 씨가 살았고 구게 씨나 구마가이 씨의 선조가 되었다.

### 정촌제 이후의 연혁

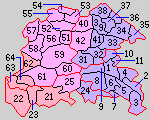
1.구마가야정 2.구게촌 3.요시미촌 4.사야다촌 5.이치다촌 6.요시오카촌 7.야기이촌 8.미쇼촌 9.오아소촌 10.오하타촌 11.고이즈카촌 21.오부스마촌 22.오리하라촌 23.하치가타촌 24.오하라촌 25.혼파타촌 31.미시리촌 32.다마노이촌 33.나라촌 34.나가이촌 35.하타촌 36.메누마촌 37.야토고촌 38.오누마촌 39.오타촌 40.아케토촌 41.벳푸촌 42.하타라촌 51.후카야정 52.오요리촌 53.신카이촌 54.나카제촌 55.데바카촌 56.오카베촌 57.한자와촌 58.혼고촌 59.후지사와촌 60.다케카와촌 61.하나조노촌 62.요도촌 63.요리이정 64.사쿠라자와촌 (보라:구마가야시 분홍:후카야시 빨강:요리이정)

- 1889년 4월 1일 - 정촌제 시행으로, 아래의 정촌이 발족. 구게촌의 일부(현 고노스시)를 제외한 전역이 현 구마가야시.(1정 10촌)
  - 구마가야정(熊谷町)
  - 구게촌(久下村)
  - 요시미촌(吉見村)
  - 사야다촌(佐谷田村)
  - 이치다촌(市田村)
  - 요시오카촌(吉岡村)
  - 야기이촌(楊井村)
  - 미쇼촌(御正村)
  - 오아소촌(大麻生村)
  - 오하타촌(大幡村)
  - 고이즈카촌(肥塚村)
- 1896년 4월 1일 - 오사토군·하라군·한자와군·오부스마군의 구역으로 새로이 오사토군이 발족. 아래의 정촌이 오사토군 소속이 됨.(3정 39촌)
  - 구 하라군(12촌) - 미시리촌(三尻村), 다마노이촌(玉井村), 나라촌(奈良村), 나가이촌(長井村), 하타촌(秦村), 메누마촌(妻沼村), 야토고촌(弥藤吾村), 오누마촌(男沼村), 오타촌(太田村), 아케토촌(明戸村), 벳푸촌(別府村), 하타라촌(幡羅村)
  - 구 한자와군(2정 12촌) - 후카야정(深谷町), 오요리촌(大寄村), 신카이촌(新会村), 나카제촌(中瀬村), 야쓰모토촌(八基村), 오카베촌(岡部村), 한자와촌(榛沢村), 혼고촌(本郷村), 후지사와촌(藤沢村), 다케카와촌(武川村), 하나조노촌(花園村), 요도촌(用土村), 요리이정(寄居町), 사쿠라자와촌(桜沢村)
  - 구 오부스마군(5촌) - 오부스마촌(男衾村), 오리하라촌(折原村), 하치가타촌(鉢形村), 오하라촌(小原村), 혼파타촌(本畠村)
- 1910년 3월 9일 - 요시오카 조합촌(요시오카촌·야기이촌)이 합병하여, 새로이 요시오카촌이 발족.(3정 38촌)
- 1913년 4월 1일 - 메누마 조합촌(메누마촌·야토고촌)이 합병하여 메누마정(妻沼町)이 발족.(4정 36촌)
- 1926년 10월 1일 - 고이즈카촌이 구마가야정에 편입.(4정 35촌)
- 1927년 4월 1일 - 구마가야정이 기타사이타마군 나리타촌을 편입.
- 1932년 4월 1일 - 오하타촌이 구마가야정에 편입.(4정 34촌)
- 1933년 4월 1일 - 구마가야정이 시제 시행으로 구마가야시(熊谷市)가 되어, 군에서 이탈.(3정 34촌)
- 1941년
  - 1월 1일 - 사야다촌이 구마가야시에 편입.(3정 33촌)
  - 4월 10일 - 다마노이촌·오아소촌 및 구게촌의 일부가 구마가야시에 편입. 구게촌의 잔여부는 기타아다치군 후키아게정에 편입.(3정 30촌)
- 1943년 9월 8일 - 요리이정이 사쿠라자와촌 및 지치부군 시라토리촌의 일부를 편입.(3정 29촌)
- 1954년 11월 3일(3정 25촌)
  - 미시리촌·벳푸촌·나라촌이 구마가야시에 편입.
  - 신카이촌·야쓰모토촌이 합병하여 도요사토촌(豊里村)이 발족.
- 1955년
  - 1월 1일(2정 11촌)
    - 요시오카촌이 구마가야시에 편입.
    - 후카야정·아케토촌·하타라촌·오요리촌·후지사와촌이 합병하여 후카야시(深谷市)가 발족, 군에서 이탈.
    - 메누마정·나가이촌·하타촌·오누마촌·오타촌이 합병하여, 새로이 메누마정이 발족.
    - 오카베촌·한자와촌·혼고촌이 합병하여 오카베촌(岡部村)이 발족.
    - 미쇼촌·오하라촌이 합병하여 고난촌(江南村)이 발족.
    - 요시미촌·이치다촌이 합병하여 오사토촌(大里村)이 발족.
    - 도요사토촌·나카제촌이 합병하여, 새로이 도요사토촌이 발족.

  - 2월 11일(2정 6촌)
    - 요리이정·요도촌·오부스마촌·오리하라촌·하치가타촌이 합병하여, 새로이 요리이정이 발족.
    - 다케카와촌·혼파타촌이 합병하여 가와모토촌(川本村)이 발족.

  - 10월 1일 - 오카베촌의 일부가 후카야시에 편입.
- 1956년 1월 1일 - 요리이정의 일부가 히키군 오가와정에 편입.
- 1968년 12월 1일 - 오카베촌이 정제 시행으로 오카베정(岡部町)이 됨.(3정 5촌)
- 1973년 4월 1일 - 도요사토촌이 후카야시에 편입.(3정 4촌)
- 1977년 2월 11일 - 가와모토촌이 정제 시행으로 가와모토정(川本町)이 됨.(4정 3촌)
- 1983년 6월 1일 - 하나조노촌이 정제 시행으로 하나조노정(花園町)이 됨.(5정 2촌)
- 1985년 [11월 1일]] - 고난촌이 정제 시행으로 고난정(江南町)이 됨.(6정 1촌)
- 2002년 4월 1일 - 오사토촌이 정제 시행으로 오사토정(大里町)이 됨.(7정)
- 2005년 10월 1일 - 오사토정·메누마정이 구마가야시와 합병하여, 새로이 구마가야시가 발족, 군에서 이탈.(5정)
- 2006년 1월 1일 - 오카베정·가와모토정·하나조노정이 후카야시와 합병하여, 새로이 후카야시가 발족, 군에서 이탈.(2정)
- 2007년 2월 13일 - 고난정이 구마가야시에 편입.(1정)